# Кошаркашка репрезентација Русије
Кошаркашка репрезентација Русије представља Русију на међународним кошаркашким такмичењима. Репрезентација Русије учествује на такмичењима од распада Совјетског Савеза 1991. ФИБА сматра Русију наследницом успеха, резултата и медаља некадашњег Совјетског Савеза. У табели и даљем тексту дати су само резултати и успеси репрезентације Русије, без присвајања медаља које су Руси наследили од Совјетског Савеза. За успехе до 1992. године погледајте учинак Совјетског Савеза.
Под вођством Американца Дејвида Блата освојена је титула првака Европе на Евробаскету 2007. године у Шпанији, а пет година касније и прва медаља са Олимпијског кошаркашког турнира под именом Русија.

## Европско првенство у кошарци 1993. године
Одмах по распату Совјетског Савеза поприлично ослабљена репрезентација Русије кренула је са стварањем тима који је желео да настави низ освајања медаља са великих такмичења. Без, пре свих, Литванских кошаркаша, Русија је морала да налази адекванте замене за Сабониса, Артураса Карнишоваса, Марчуљониса и остале. На место селектора постављен је прослављени кошаркаш Сергеј Белов који је као играч Совјетског Савеза 1972. године освојио злато на Олимпијским играма. Белов је улогу лидера подарио 27.годишњем плејмејкеру Сергеју Базаревичу као и кошгетеру Сергеју Бабковом. На Европском првенству 1993.године селекција СР Југославије због санкција није могла да брани титулу првака што је значило да ће Русија, али и остале селекције, покушати да дођу до титуле првака Старог континента. Шампионат је почео лоше по Русе. После стартне победе над Босном и Херцеговином (99:77) уследили су порази од Шведске (100:92) и Шпаније (86:75). У другој групној фази „Зборнаја команда” се први пут сусреће са дојучерашњим саиграчима из Летоније и остварују победу од 91:72. После овог, забележени су још већи тријумфи над Грчком 84:67 и Италијом 95:69. У четвртфиналу их је чекала још једна бивша СССР република - Естонија. Ни ту изабраници Сергеја Белова нису имали проблема, јер су славили резултатом 82:61. Прави испит у виду Хрватске чекао их је у полуфиналу. Непосредно пред почетак шампионата Хрватска се суочила са великом трагедијом, пошто је у саобраћајном удесу настрадао најбољи кошаркаш у историји ове земље Дражен Петровић. Без Петровића, Хрватска је до полуфинала дошла са девет победа, без пораза, али против расположеног Виталија Носова и његовог дабл дабл учинка није се могло доћи до финала. У самом финалу, Русију је чекала домаћа селекција Немачке предвођена, са клупе, Светиславом Пешићем. Након бројних судијских контраверзи и серији слободних бацања, једно од најдужих финала у историји Европских првенстава завршено је тријумфом домаћина 71:70.

## Светско првенство у кошарци 1994. године
Као вицешампиони Европе, изабраници Сергеја Белова пласирали су се на Светско првенство у кошарци 1994. године које је измештено у Торонто због рата у Југославији. У групи су остварили три лагане победе над Аргентином, Анголом и Канадом,а у другој групној фази после, подједнако, лаких победа над Порториком и Аустралијом уследио је и сусрет са „Тимом снова 2”. То је био и први пораз „Зборнаје” на шампионату, резултатом 111:94. До тог тренутка нико није тако добро парирао Американцима као Русија. После нове победе над Хрватском у полуфиналу 66:64, уследио је нов сусрет са Американцима и то у финалу. Овога пута предводници „Дрим тима 2” (Шакил О'Нил, Реџи Милер, Шон Кемп,... и остали) желели су да демонстрирају силу најубедљивијом могућом победом. И у томе су успели. Од првог подбацивања у првом полувремену, Американци су само подизали предност, а проценат шута за два поена у једном моменту, износио је, невероватних 75 процената. На крају је селекција Русије доживела најубедљивији пораз у својој историји и као Русија и као СССР од 137:91.

## Крах на Европском првенству 1995. и пропуштене Олимпијске игре
Вољом жреба и трећу годину заредом у групи су се нашле селекције Русије и Хрватске, али су овога пута „коцкасти” после продужетка, славили резултатом 100:94. Поред овог Русија је доживела и пораз од Шпаније 92:78. Такође, савладане су и крајње убедљиво селекције: Финске, Француске и Турске. Са треће позиције Русија је отишла у четвртфинале, а тамо их је чекала по први пут од стицања независности селекција Литваније. Захваљујући сјајном шуту за три поена, Литванија је победила резултатом 82:71 и тако елиминисала Русију са првенства, али је оставила и без могућности да заигра на Олимпијском кошаркашком турниру 1996. године. На овом шампионату Русија је после Југославије била најефикаснија са просеком од 84 дата поена на мечу.

## Учешће на великим такмичењима

### Олимпијске игре(3)
| Година | Домет                   | Позиција              |
| ------ | ----------------------- | --------------------- |
| 1996.  | Није се квалификовала   | Није се квалификовала |
| 2000.  | Четвртфинале            | 8.                    |
| 2004.  | Није се квалификовала   | Није се квалификовала |
| 2008.  | Прва фаза               | 9.                    |
| 2012.  | Утакмица за треће место |                       |
| 2016.  | Није се квалификовала   | Није се квалификовала |
| 2020.  | Није се квалификовала   | Није се квалификовала |

### Светска првенства(4)
| Година | Домет                 | Позиција              |
| ------ | --------------------- | --------------------- |
| 1994.  | Финале                |                       |
| 1998.  | Финале                |                       |
| 2002.  | Друга фаза            | 10.                   |
| 2006.  | Није се квалификовала | Није се квалификовала |
| 2010.  | Четвртфинале          | 7.                    |
| 2014.  | Није се квалификовала | Није се квалификовала |
| 2019.  | Друга рунда           | 12.                   |

### Европска првенства(13)
| Година | Домет                   | Позиција     |
| ------ | ----------------------- | ------------ |
| 1993.  | Финале                  |              |
| 1995.  | Четвртфинале            | 7.           |
| 1997.  | Утакмица за треће место |              |
| 1999.  | Четвртфинале            | 6.           |
| 2001.  | Четвртфинале            | 5.           |
| 2003.  | Четвртфинале            | 2.           |
| 2005.  | Четвртфинале            | 8.           |
| 2007.  | Финале                  |              |
| 2009.  | Четвртфинале            | 7.           |
| 2011.  | Утакмица за треће место |              |
| 2013.  | Прва фаза               | 21.          |
| 2015.  | Прва фаза               | 17.          |
| 2017.  | Утакмица за треће место | 4.           |
| 2022.  | Суспендована            | Суспендована |